# مفعول كوتون

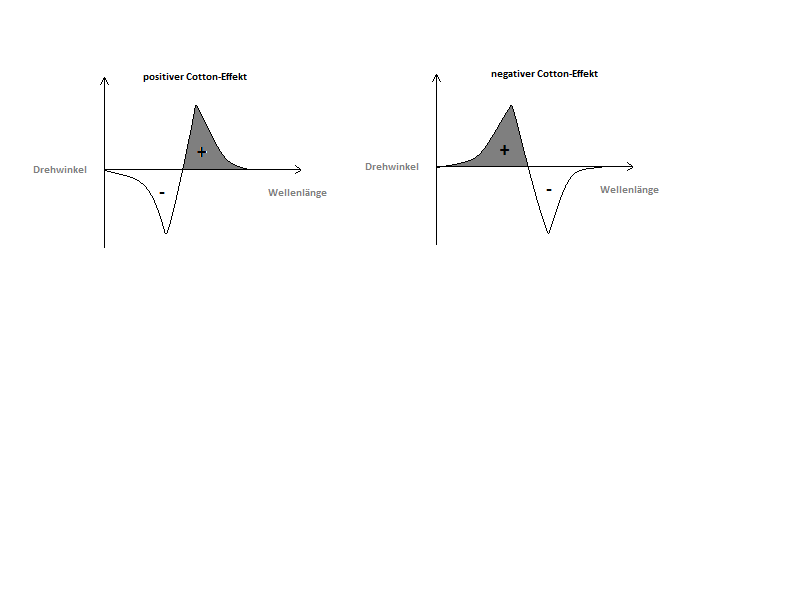

في عام 1895استطاع الفيزيائي الفرنسي ايمي كوتون (1869–1951) وصف التغير في تبعثر الدوران الضوئي و/أو ثنائي اللون الدائري في نطاق امتصاص المادة , الذي سمي فيما بعد مفعول كوتون (بالإنجليزي: Cotton effect) نسبة إليه .
يكون مفعول كوتون موجبا عندما يزداد الدوران الضوئي أولا وبالتالي ينخفض الطول الموجي بينما يكون سالبا إذا حدث العكس.